# Milutin Šoškić
Milutin Šoškić (srbskou cyrilicí Милутин Шошкић; 31. prosince 1937 Peć – 27. srpna 2022) byl jugoslávský fotbalový brankář srbské národnosti. Po skončení aktivní kariéry působil jako trenér.

## Fotbalová kariéra
V jugoslávské lize chytal za Partizan Bělehrad, se kterým získal čtyři mistrovské tituly a jednou vyhrál jugoslávský fotbalový pohár. V jugoslávské lize nastoupil ve 177 ligových utkáních a dal 1 gól. Dále chytal za německý tým 1. FC Köln, nastoupil v 65 bundesligových utkáních a v roce 1968 s týmem získal DFB-Pokal. V Poháru mistrů evropských zemí nastoupil v 19 utkáních a ve Veletržním poháru nastoupil v 8 utkáních. Za reprezentaci Jugoslávie nastoupil v letech 1959-1966 v 50 utkáních. Na Mistrovství Evropy ve fotbale 1960 byl členem stříbrné jugoslávské reprezentace, nastoupil ve 3 utkáních. Na Mistrovství světa ve fotbale 1962 byl členem jugoslávské reprezentace, nastoupil ve všech 6 utkáních. V roce 1960 byl členem zlaté jugoslávské reprezentace na LOH 1960, nastoupil ve 3 utkáních.

## Ligová bilance
| Ročník                               | Zápasy | Góly | Klub              |
| ------------------------------------ | ------ | ---- | ----------------- |
| Jugoslávská Prva liga 1955/56        | 3      | 0    | Partizan Bělehrad |
| Jugoslávská Prva liga 1956/57        | 3      | 0    | Partizan Bělehrad |
| Jugoslávská Prva liga 1957/58        | 11     | 0    | Partizan Bělehrad |
| Jugoslávská Prva liga 1958/59        | 16     | 0    | Partizan Bělehrad |
| Jugoslávská Prva liga 1959/60        | 21     | 0    | Partizan Bělehrad |
| Jugoslávská Prva liga 1960/61        | 22     | 0    | Partizan Bělehrad |
| Jugoslávská Prva liga 1961/62        | 22     | 0    | Partizan Bělehrad |
| Jugoslávská Prva liga 1962/63        | 26     | 0    | Partizan Bělehrad |
| Jugoslávská Prva liga 1963/64        | 21     | 0    | Partizan Bělehrad |
| Jugoslávská Prva liga 1964/65        | 4      | 0    | Partizan Bělehrad |
| Jugoslávská Prva liga 1965/66        | 20     | 0    | Partizan Bělehrad |
| Německá fotbalová Bundesliga 1966/67 | 34     | 0    | 1. FC Köln        |
| Německá fotbalová Bundesliga 1967/68 | 25     | 0    | 1. FC Köln        |
| Německá fotbalová Bundesliga 1968/69 | 2      | 0    | 1. FC Köln        |
| Německá fotbalová Bundesliga 1969/70 | 0      | 0    | 1. FC Köln        |
| Německá fotbalová Bundesliga 1970/71 | 4      | 0    | 1. FC Köln        |
| CELKEM 1. jugoslávská liga           | 177    | 1    |                   |
| CELKEM Německá fotbalová Bundesliga  | 65     | 0    |                   |